# ウラジーミル・グレボヴィチ (プロンスク公)
ウラジーミル・グレボヴィチ（ロシア語: Владимир Глебович、? - 1196年以降）は、リャザン公グレプとエヴフロシニヤ（ノヴゴロド公ロスチスラフ(ru)の娘）との間の子である。プロンスク公：1180年 - 1186年。

## 生涯
兄のロマン(ru)、イーゴリと共にリャザン公国を領有した。その際にはロマンがリャザン公位にあった。
1180年、兄弟のフセヴォロドと共に、キエフ大公フセヴォロド3世からの援助の確約を得ると、ロマン、イーゴリに対する争いに参与した。なお、フセヴォロド3世とは、1183年にヴォルガ・ブルガールへの遠征を行っている。しかし1186年には再びロマン、イーゴリと共にリャザン公国を統治するようになり、プロンスク公となっていた兄弟のフセヴォロド、スヴャトスラフ(ru)の治めるプロンスクを包囲した。キエフ大公フセヴォロド3世は和平を促す公使を派遣したが、ウラジーミルらは耳を貸さず、最終的にはキエフ大公軍の前衛部隊との戦闘となった。加えてキエフ大公軍の本隊接近の報に接し、ウラジーミルら兄弟はプロンスクから脱出した。ただし、キエフ大公の援軍が撤退するや否や、敵対していた兄弟のスヴャトスラフを自陣営側に引き込むことでプロンスクを取り戻している。なお、この後にキエフ大公フセヴォロド3世への和平交渉の使者を送ったが拒絶されている。キエフ大公との和平が成立するのは1187年のことであり、ウラジーミルらはチェルニゴフ主教ポルフィリーを使者として派遣し、和平を勝ち取った。
1195年、ウラジーミルで行われたフセヴォロド3世の息子のコンスタンチンの結婚式に出席した。1196年にはフセヴォロド3世と共に、チェルニゴフ公国への遠征に参加した。

## 子
- グレプ：リャザン公・1212年 - 1217年。
- オレグ：プロンスク公・1207年 - 1217年。
- コンスタンチン：プロンスクの分領公。
- イジャスラフ：プロンスク公・1207年。